# Herenstraat (Voorburg)
De Herenstraat is een straat in het centrum van de Nederlandse plaats Voorburg. De straat loopt vanaf de Huijgensstraat tot de Rozenboomlaan en het Oosteinde waar hij in overgaat. Zijstraten van de Herenstraat zijn de Raadhuisstraat, Sionsstraat, Wielemakersslop, Vlietstraat, Van Schagenstraat, Kerkstraat, Schoolstraat en de Voorhofstraat. De Herenstraat is ongeveer 450 meter lang.
Aan de Herenstraat bevinden zich een groot aantal beelden van onder andere de op 11 december 1994 overleden Nederlandse beeldhouwster Marian Catharine Gobius, voorstellende Christiaan Huygens en Benedictus de Spinoza (beide 1978) en Prinses Marianne (1983). Ook aan de Herenstraat bevinden zich de kunstwerken van beeldhouwer Frans Kokshoorn voorstellende "Het Waagstuk" (2001), van Guido Sprenkels "Atlas" (2002), van Erik du Chatenier "Cupido" (2002), van Pim van der Maas "Sleutel tot..." (2002), van Josine Croïn "Het Voorburgse Bootje" (2002), van Ming Hou Chen "Mú" (2003), van Miloslav Fekar "Ademhalers" (2005), van Dorota Buczkowska "Between us (Boombol)" (2006), van Les Perhacs "In Bloom #2" (2007) en van Frans Kokshoorn en Ming Chen samen een beeld zonder titel (2007).

## Geschiedenis
De Herenstraat is een vrij smalle straat, enkel het stuk van 50 meter aan de kant van de Oosteinde en de Rozenboomlaan is breder. Er bevinden zich aan deze straat tal van gemeente en rijksmonumenten, waaronder Huize Swaensteyn uit 1632 op nummer 72-74 (sinds 1986 raadhuis en trouwlocatie) en de Oude Kerk van de Protestantse Gemeente op nummer 77. De Herenstraat behoort tot de oudste straten van Voorburg.

## Fotogalerij

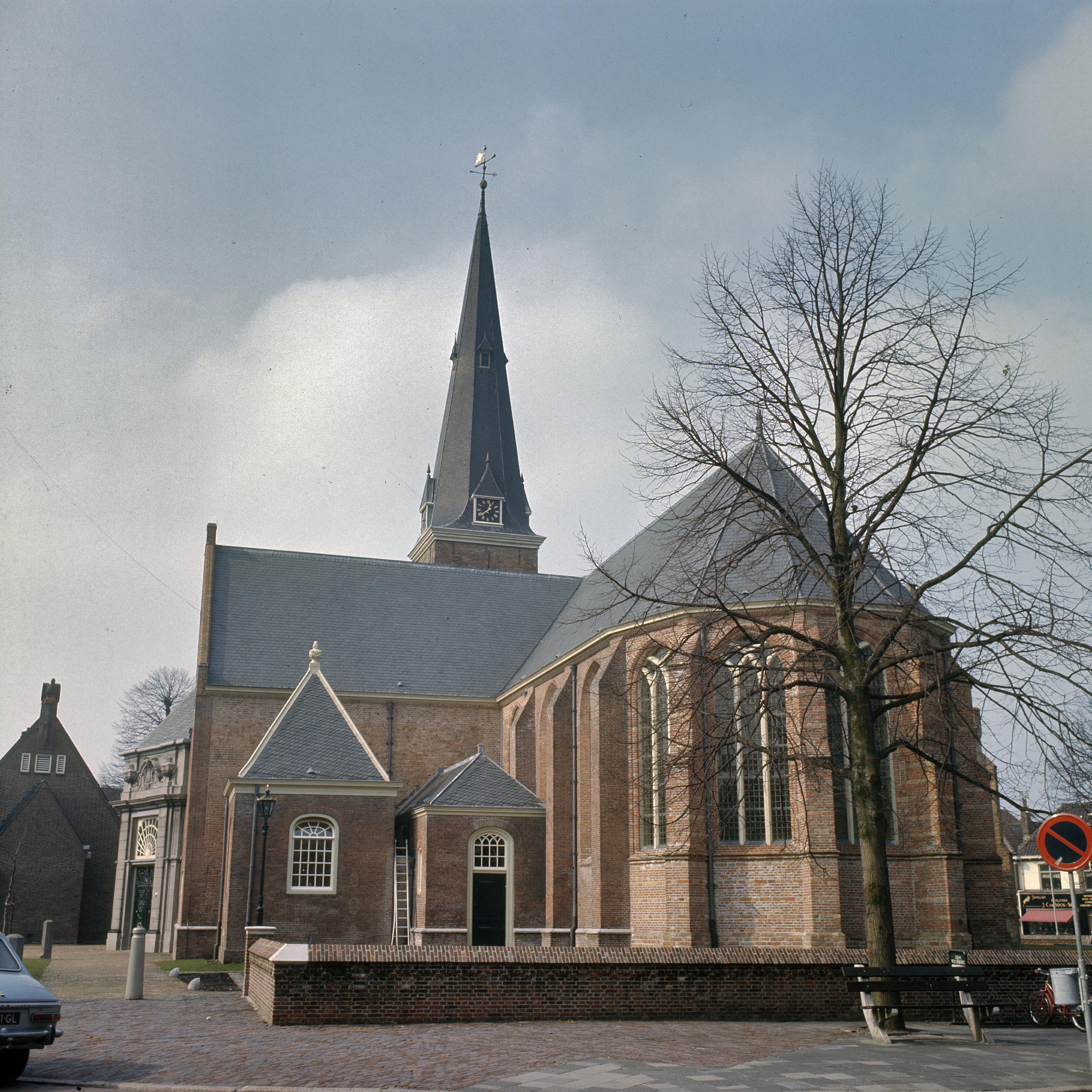
Oude Kerk aan de Herenstraat 92 (rijksmonument)
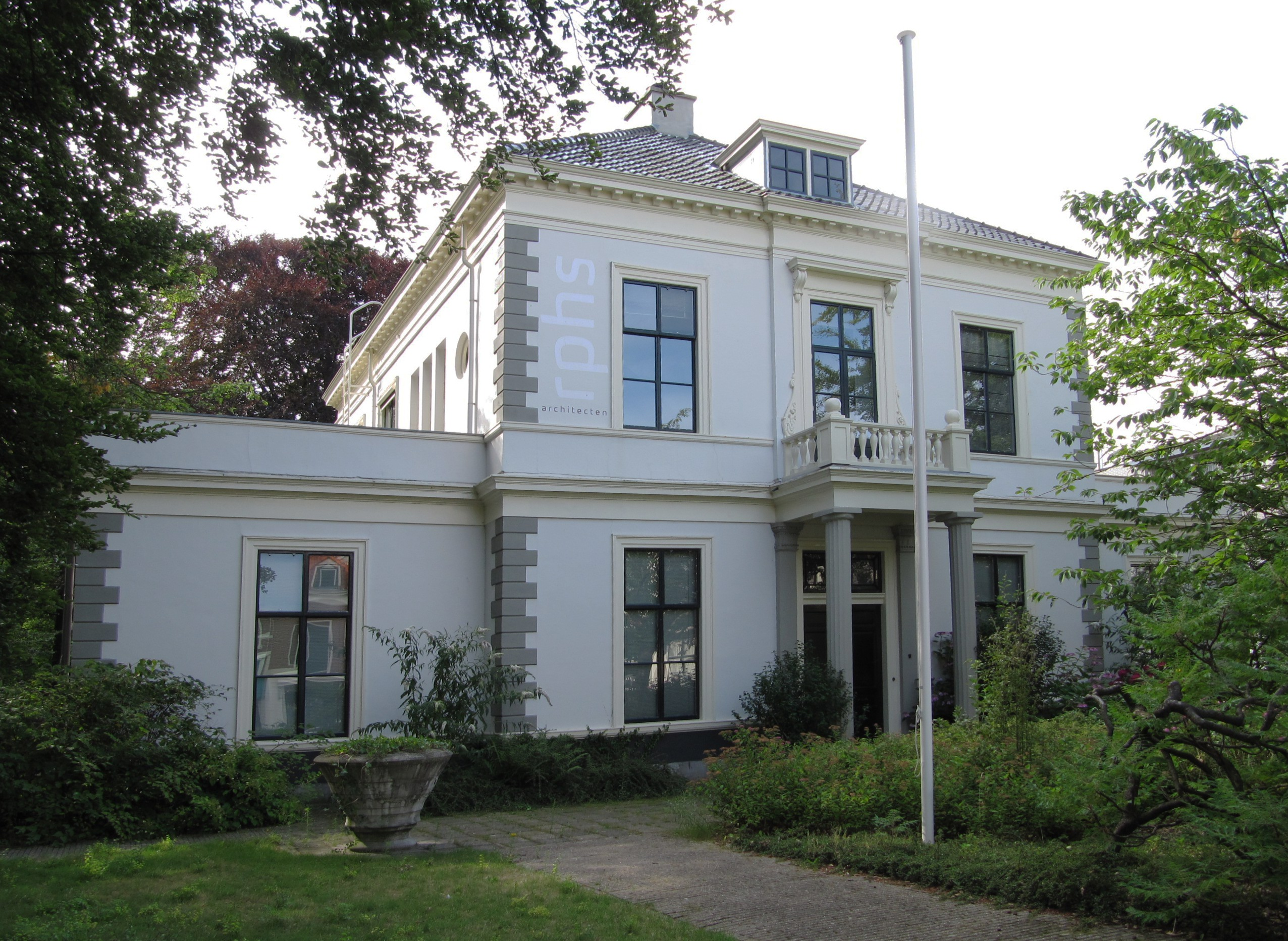
Herenstraat 2 (rijksmonument)
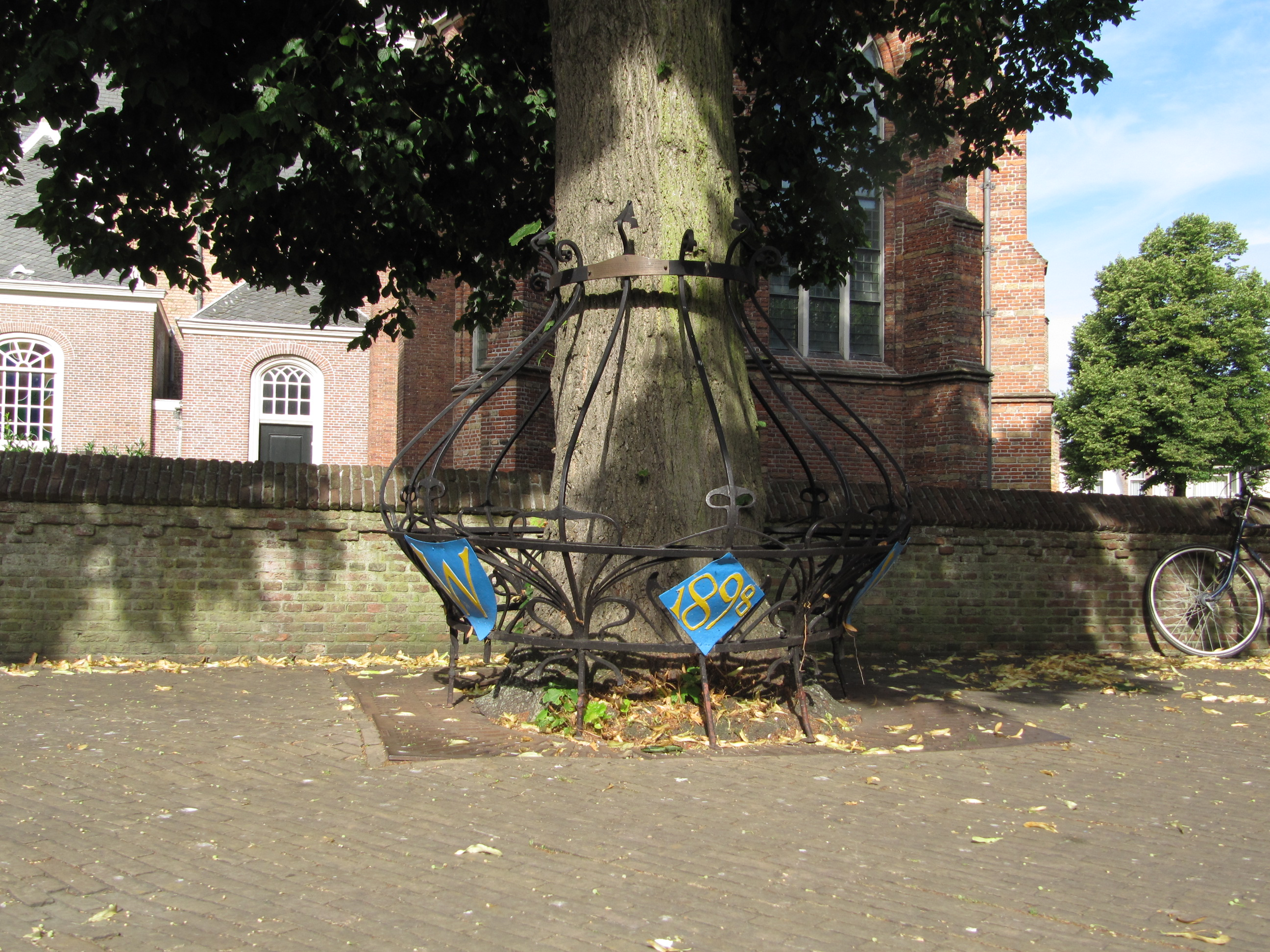
Boom aan de Herenstraat (rijksmonument)
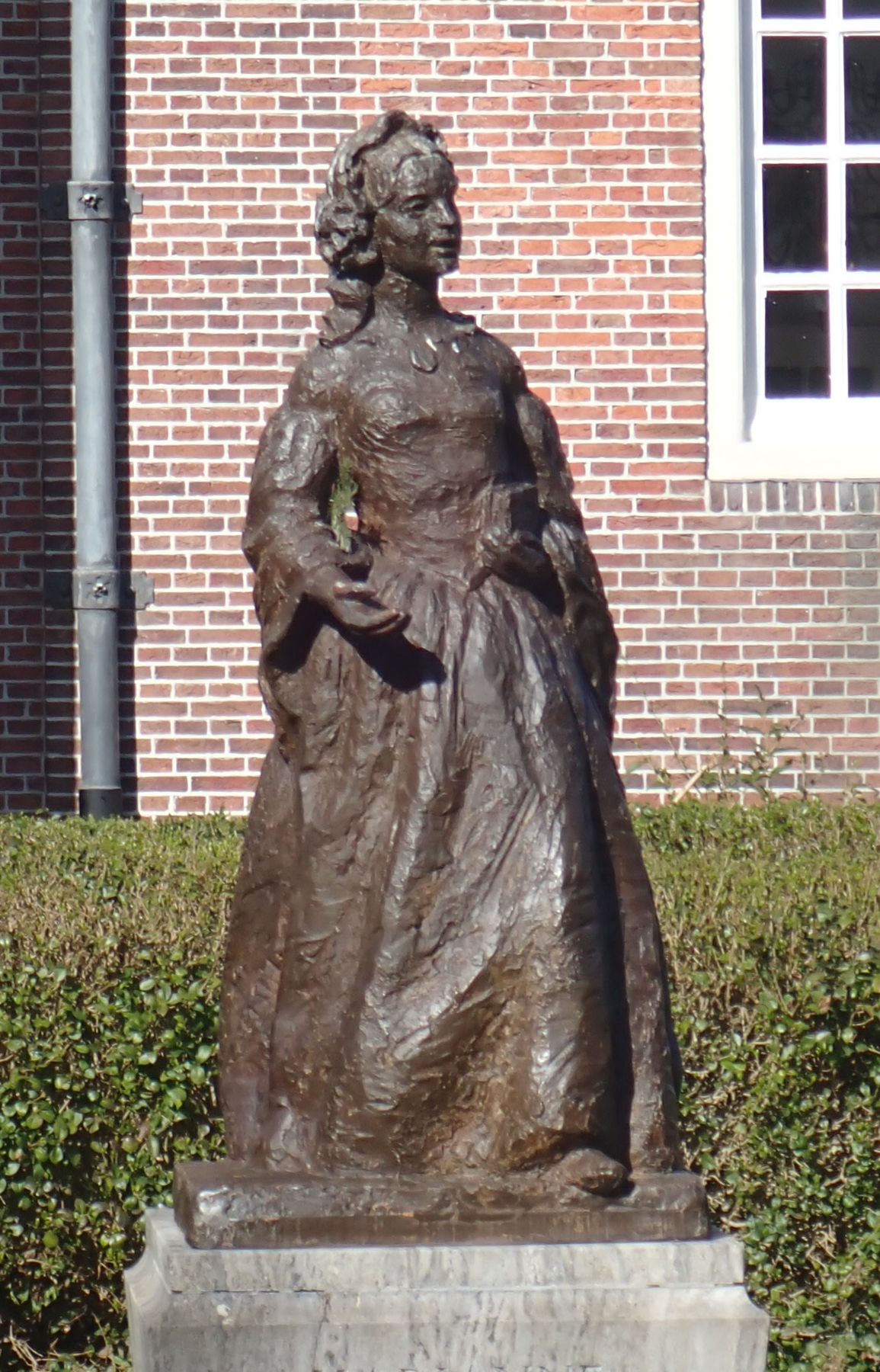
Kunstwerk "Prinses Marianne" (1983) van Marian Gobius aan de Herenstraat.
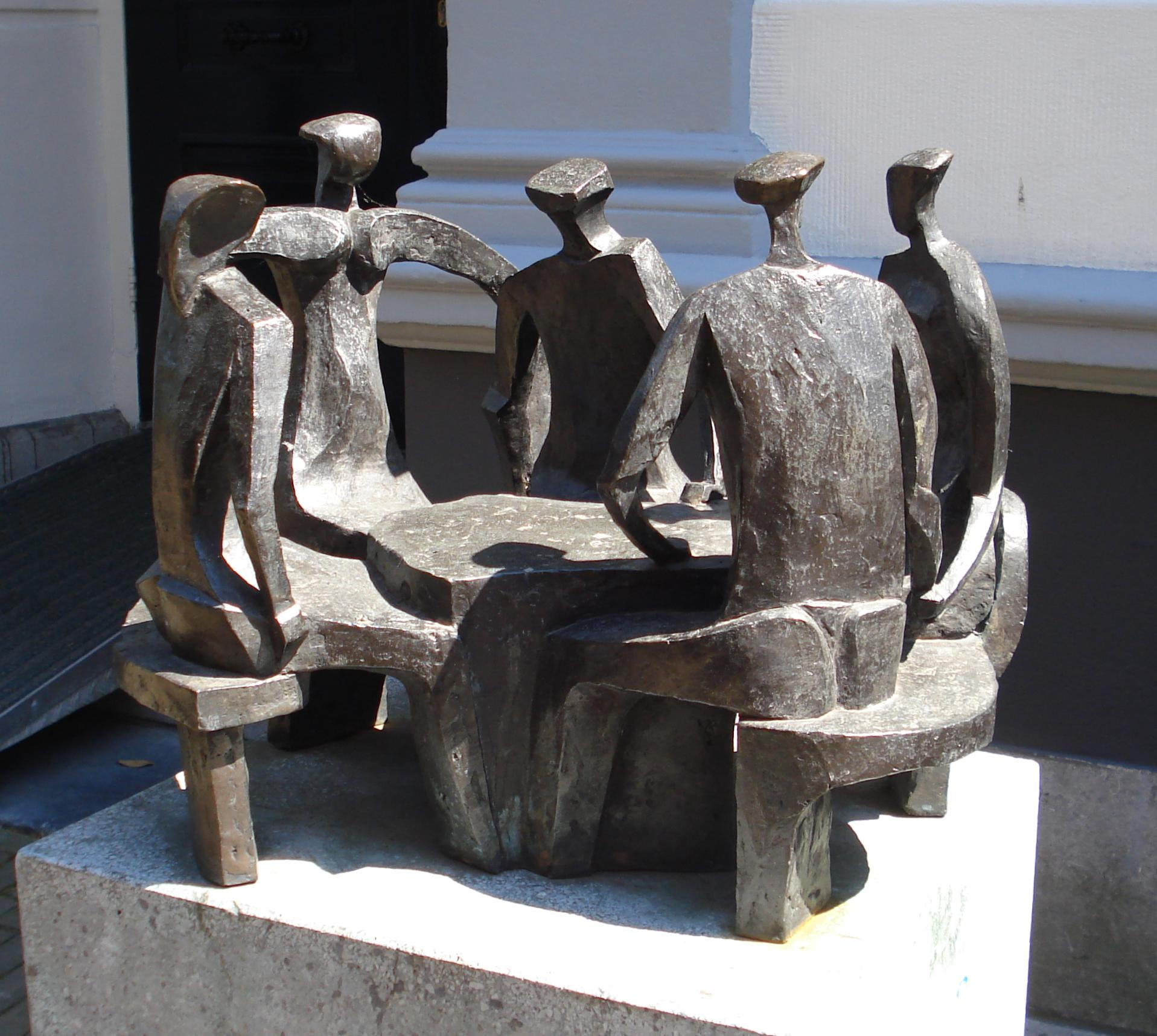
"Het Waagstuk" (2001) van Frans Kokshoorn aan de Herenstraat.
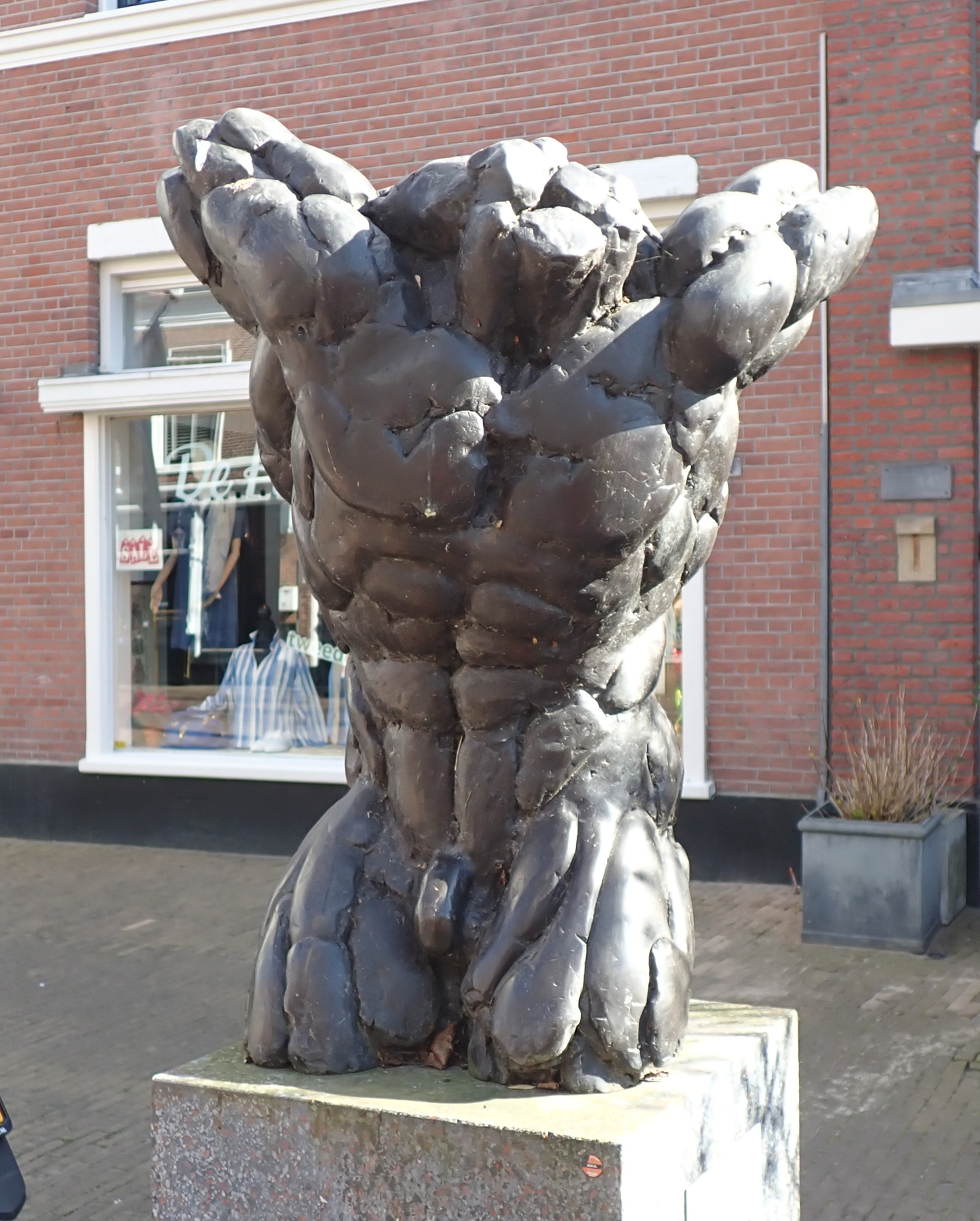
"Atlas" (2002) van Guido Sprenkels aan de Herenstraat 142.

Herenstraat ·
Kerkstraat ·
Oosteinde · 
Schoolstraat ·  
Sionsstraat